# Mana Kawabe
Mana Kawabe (jap. 河辺 愛菜 Kawabe Mana; ur. 31 października 2004 w Nagoi) – japońska łyżwiarka figurowa, startująca w konkurencji solistek. Uczestniczka igrzysk olimpijskich (2022), mistrzyni Japonii juniorów (2020).

## Osiągnięcia
| Zawody                                | 14–15          | 15–16          | 16–17          | 17–18          | 18–19          | 19–20          | 20–21          | 21–22          | 22–23          | 23–24          |                |                |                |                |                |                |                |
| Międzynarodowe                        | Międzynarodowe | Międzynarodowe | Międzynarodowe | Międzynarodowe | Międzynarodowe | Międzynarodowe | Międzynarodowe | Międzynarodowe | Międzynarodowe | Międzynarodowe | Międzynarodowe | Międzynarodowe | Międzynarodowe | Międzynarodowe | Międzynarodowe | Międzynarodowe | Międzynarodowe |
| ------------------------------------- | -------------- | -------------- | -------------- | -------------- | -------------- | -------------- | -------------- | -------------- | -------------- | -------------- | -------------- | -------------- | -------------- | -------------- | -------------- | -------------- | -------------- |
| Zimowe igrzyska olimpijskie           |                |                |                |                |                |                |                | 23             |                |                |                |                |                |                |                |                |                |
| Mistrzostwa świata                    |                |                |                |                |                |                |                | 15             |                |                |                |                |                |                |                |                |                |
| GP Grand Prix Espoo                   |                |                |                |                |                |                |                |                | 3              | 9              |                |                |                |                |                |                |                |
| GP Grand Prix de France               |                |                |                |                |                |                |                |                | 6              |                |                |                |                |                |                |                |                |
| GP NHK Trophy                         |                |                |                |                |                |                | 6              | 2              |                |                |                |                |                |                |                |                |                |
| GP Skate America                      |                |                |                |                |                |                |                |                |                | 8              |                |                |                |                |                |                |                |
| GP Skate Canada International         |                |                |                |                |                |                |                | 9              |                |                |                |                |                |                |                |                |                |
| CS Ice Challenge                      |                |                |                |                |                |                |                | WD             |                |                |                |                |                |                |                |                |                |
| Międzynarodowe: Kategorie młodzieżowe |                |                |                |                |                |                |                |                |                |                |                |                |                |                |                |                |                |
| Zimowe igrzyska olimpijskie młodzieży |                |                |                |                |                | 4              |                |                |                |                |                |                |                |                |                |                |                |
| Mistrzostwa świata juniorów           |                |                |                |                |                | 11             |                |                |                |                |                |                |                |                |                |                |                |
| JGP w Chorwacji                       |                |                |                |                |                | 4              |                |                |                |                |                |                |                |                |                |                |                |
| JGP w Stanach Zjednoczonych           |                |                |                |                |                | 5              |                |                |                |                |                |                |                |                |                |                |                |
| Asian Open Trophy                     |                |                |                | 1 A            |                |                |                |                |                |                |                |                |                |                |                |                |                |
| Coupe du Printemps                    |                |                | 1 A            |                |                |                |                |                |                |                |                |                |                |                |                |                |                |
| Krajowe                               |                |                |                |                |                |                |                |                |                |                |                |                |                |                |                |                |                |
| Mistrzostwa Japonii                   |                |                |                |                |                | 13             | 6              | 3              |                |                |                |                |                |                |                |                |                |
| Mistrzostwa Japonii juniorów          |                |                | 21             |                |                | 1              |                |                |                |                |                |                |                |                |                |                |                |
| Mistrzostwa Japonii novice            | 19 B           | 2 B            | 4 A            | 5 A            |                |                |                |                |                |                |                |                |                |                |                |                |                |